# Министерство нефти и энергетики Норвегии
Министерство нефти и энергетики Норвегии — министерство, отвечающим за м энергетику страны, а также за добычу нефти и природного газа в Северном море.
Министерство отчитывается перед законодательной властью, Стортингом.
Министром нефти и энергетики Норвегии с 14 октября 2021 года является Марте Мьёс Персен (Рабочая партия).

## Организационная структура
- Отдел коммуникации
- Директорат техники и промышленности
- Директорат водных ресурсов и энергетики
- Директорат торговли и промышленности

### Дочерние компании
- Норвежский нефтяной директорат
- Норвежское Управление водных ресурсов и энергетики
- ENOVA
- Gassnova
- Statnett
- Gassco
- Petoro
- StatoilHydro (62 % у государства)